# Lehmann Aviation L-M Series
Lehmann Aviation L-M Series — серія безпілотних літальних апаратів розробки і виробництва французької компанії Lehmann Aviation. Була запущена в 2007 році з випуском БПЛА LP960, а потім була розширена до LV580 (2009) та LM450 (2010) (всі зняті з виробництва). Головне застосування цієї серії — спостереження в режимі реального часу на відстані до 5 км, терміном до 45 хв.

## LP960

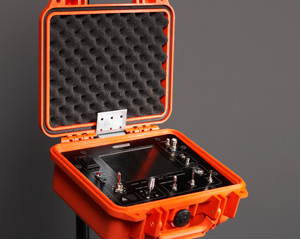
Наземна станція управління Lehmann Aviation

Lehmann Aviation LP960 — це легкий маленький БПЛА, розроблений компанією Lehmann Aviation Ltd у 2007 році (зараз знятий з виробництва). LP960 є першим комерціалізованим БЛА компанії, що надійшов у широкий продаж.
Сфера застосування — цифрове моделювання місцевості та зображення HD для потреб державного та приватного секторів (розвідка, безпека, наукові дослідження, картографування, сільське господарство). Згідно з Réponses Photo, система «може бути використана, серед іншого, у містах». Оснащений камерою Sony a6000 або тепловізором, апарат широко використовується для відеоспостереження за різними наземними об'єктами в режимі реального часу, як в денний, так і нічний час доби. Крім зйомки на локальний носій (карту пам'яті) LP960 має функцією бездротової оналайн трансляції відео оператору; картинка передається на систему наземного контролю в роздільній здатності 800х480 пікселів.
Наземна система управління LP960 стала прототипом наземних систем керування іншими безпілотними апаратами Lehmann Aviation (LV580 і LM450).

## LV580
Lehmann Aviation LV580 — це легкий міні-БПЛА, розроблений компанією Lehmann Aviation у 2009 році (знятий з виробництва).
LV580 був розроблений для денного і нічного повітряного відеоспостереження в режимі онлайн. Спеціальна камера, встановлена в передній частині літака, здатна повертатися на 360°, що дозволяє отримати повну картину того, що відбувається на землі. Система контролю наземного обладнання для LV580 є такою ж, як і для інших моделей LP960 і LM450, що забезпечує сумісність продуктів Lehmann Aviation.

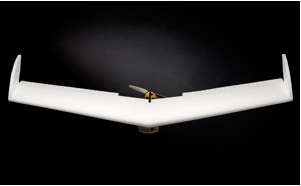
Запатентоване крило Lehmann Aviation

## LM450
Lehmann Aviation LM450 — це легкий мікро-БПЛА, створений компанією Lehmann Aviation у 2010 році (знятий з виробництва).
Система була розроблена для виконання завдань більшого діапазону для зйомки нерухомих зображень (11 Mp), відео Full HD, що зберігається на карті пам'яті, або відеозйомки в режимі реального часу. LM450 був першим безпілотним літаком Lehmann Aviation, який був запущений з передовою навігаційною системою, яка дозволила повністю автономні польоти. LM450 базується на тій же технології, що й інші безпілотники компанії Lehmann Aviation (LP960 і LV580) і керується через загальну наземну систему управління.
Модель LM450 створена для моніторингу наземних об'єктів, корпоративних комунікаціях та ін.

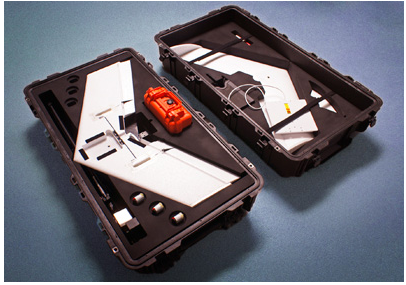
Lehmann Aviation БПЛА в транспортній тарі

## LM500
Модель LM500 була запущена у виробництво в 2014 році і призначена для ведення багатоцільового аеромоніторингу.
Мікро-безпілотник LM500, оснащений автопілотом Lehmann, розроблений для «коротких» аеромісій (до 5 км), в режимі реального часу, як в денний, так і нічний час доби. Відеозображення передається на систему наземного контролю компанії Lehmann Aviation. Як і іншими апаратами лінії L-M, ним можна керувати з землі під час польоту.

## Характеристики
| Технічні характеристики      | LP960                                   | LV580                                   | LM450                                   | LM500                                   |
| ---------------------------- | --------------------------------------- | --------------------------------------- | --------------------------------------- | --------------------------------------- |
| Радіус дії                   | До 5 км                                 | До 5 км                                 | До 5 км                                 | До 5 км                                 |
| Час польоту                  | До 25 хв                                | До 25 хв                                | До 45 хв                                | До 45 хв                                |
| Вага                         | 1250 гр                                 | 1250 гр                                 | 950 гр                                  | 950 гр                                  |
| Корисна навантаження         | 350 гр                                  | 350 гр                                  | 200 гр                                  |                                         |
| Розмах крила                 | 92 см                                   | 92 см                                   | 92 см                                   | 92 см                                   |
| Обмеження по швидкості вітру | До 45 км / год                          | До 45 км / год                          | До 45 км / год                          | До 35 км / год                          |
| Температурні умови           | від –25 °C до +60 °C                    | від –25 °C до +60 °C                    | від –25 °C до +60 °C                    | від –25 °C до +60 °C                    |
| Запуск                       | Запуск з руки                           | Запуск з руки                           | Запуск з руки                           | Запуск з руки                           |
| Посадка                      | Автономна (без парашута)                | Автономна (без парашута)                | Автономна (без парашута)                | Автономна (без парашута)                |
| GPS-координати               | Так                                     | Так                                     | Так                                     | Так                                     |
| Автопілот                    | Так                                     | Так                                     | Так                                     | Так                                     |
| Контроль                     | Оператор з наземною станцією управління | Оператор з наземною станцією управління | Оператор з наземною станцією управління | Оператор з наземною станцією управління |
| Автоматична навігація        | Так                                     | Так                                     | Так                                     | Так                                     |